# Siedlew
Siedlew – wieś w Polsce położona w województwie łódzkim, w powiecie łęczyckim, w gminie Daszyna.
Prywatna wieś szlachecka, która od początku XVI w. wchodziła w skład zwartego klucza majątkowego rodziny Szamowskich h. Prus I.
W latach 1975–1998 miejscowość administracyjnie należała do województwa płockiego.

## Zabytki
Według rejestru zabytków Narodowego Instytutu Dziedzictwa na listę zabytków wpisany jest obiekt:
- park dworski, poł. XIX w., nr rej.: 628 z 29.11.1991